# André Lefèbvre
André Lefèbvre (Louvres, 19 de agosto de 1894 – L'Étang-la-Ville, 4 de maio de 1964) foi um engenheiro de automóveis francês.
Começou sua carreira como engenheiro aeronáutico, trabalhando na Aéroplanes Voisin. Foi também piloto e projetista de carro de corrida, vencendo o Rali de Monte Carlo de 1927.
Começou a trabalhar na indústria automotiva em 1931, trabalhando para Louis Renault. Renault foi persuadido a recrutar André Lefèbvre por François Lehideux, executivo sênior da companhia.
Contudo, André Lefèbvre permaneceu na Renault somente até 1933, quando foi contratado por André Citroën. Após a morte de André Citroën em 1935, continuou a trabalhar na Citroën, dirigida então por Pierre-Jules Boulanger.

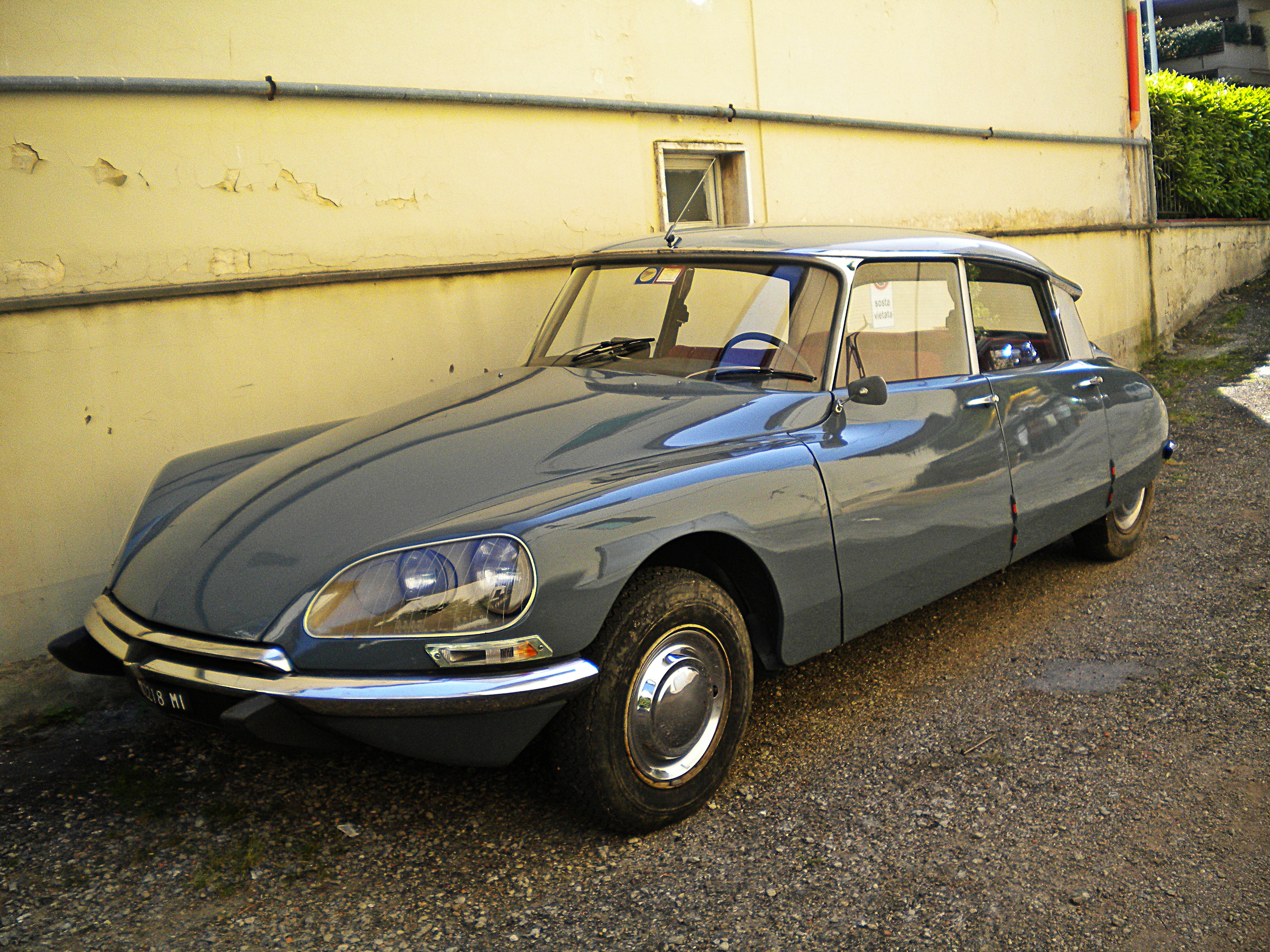
Citroën DS

Trabalhando com os projetistas da Citroën Flaminio Bertoni e Paul Magès, Lefèbvre criou quatro dos veículos enquadrados na lista dos projetos mais arrojados do século XX:
- Citroën Traction Avant (1934-1957) – um favourito de gangsters, da resistência francesa e da Gestapo – uma família grande de sedans – foi construído durante 23 anos
- Citroën 2CV (1948-1990) – conhecido como "o pato" ou "caracol de lata" – foi um pequeno sedan utilitário avançado – foi construído durante 42 anos
- Citroën DS (1955-1975) – com a forma de um tubarão, foi um modelo radicalmente avançado de uma grande família sedan – foi construído durante 20 anos
- Citroën H Van (1947-1981) – uma Van de entrega com carroceria ondulada – foi construído durante 34 anos